# WTTG
WTTG （チャンネル5）は、アメリカ・ワシントンDCにあるテレビ局で、FOXネットワークから番組を放送している。これは、マイネットワークTVアウトレットWDCA （チャンネル20）と共に、同ネットワークのFOXテレビジョン・ステーションズ部門によって直営されている。WTTGとWDCAは、メリーランド州ベセスダのウィスコンシン・アベニューにあるスタジオを共有している。チャンネル共有契約を通じて、スタジオに隣接するタワーからWTTGのスペクトルを使用して送信する。
WTTGの信号は、ウェストバージニア州ムーアフィールドにある低電力デジタル中継局W24ES-D（バレーTV協同組合株式会社（Valley TV Cooperative, Inc.）が所有）で再放送される。

## 歴史

### 初期（1945年～1958年）
WTTGの歴史は、テレビ・機器メーカーであるアレン・B・デュモンが首都ワシントンD.C.で2番目の実験局であるW3XWTを設立した1945年5月19日まで遡る（NBCのWRC-TVの前身であるW3XNBに続く）。1945年後半、デュモン・ラボラトリーズは、ニューヨーク市にあるW3XWTと他のテレビ局WABD（現：WNYW）との間で一連の実験的な同軸ケーブル接続を開始した。これらの接続は、世界初の商用テレビネットワークであるデュモン・テレビジョン・ネットワークの始まりだった。1946年に通常のネットワークサービスを開始した。連邦通信委員会（FCC）は同年11月29日、首都で初めてWTTGに90日間の商用ライセンスを付与し、放映された最初の番組は、12月10日にワシントン・コロシアムからのワシントン・ライオンズのホッケー試合で、USラバー・カンパニーがスポンサーだった。最終的な送信場所で作業が十分に進み、低電力でそこに移動した1947年終わりまで、W3XWTの実験的な5 kW送信機を使用し続けた。デュモンは建設を完了せず、1949年6月までフルタイムでフルパワーの運用を開始した。
WTTGは、デュモン・ネットワークのチーフエンジニアであり、デュモン博士の親友であるトーマス・T・ゴールドスミス・ジュニア（Thomas T. Goldsmith Jr.）に因んで名付けられた。
WABDやデュモンの他の直営局、ピッツバーグのWDTVと同様に、WTTGはネットワーク全体よりもはるかに成功した。1956年、デュモンがネットワーク運用を終了した後、WTTGとWABDは独立局になり、デュモン・ブロードキャスティング・コーポレーション（DuMont Broadcasting Corporation）としてデュモン・ラボラトリーズからスピンオフされた（WDTVは前年にウェスティングハウス・エレクトリック・コーポレーションに売却された。現：CBS直営局KDKA-TV）。デュモンは、以前の親会社から距離を置くために、後に名称をメトロポリタン・ブロードキャスティング（Metropolitan Broadcasting）に変更した。

### 独立局として（1958年〜1986年）
1958年、ワシントンの投資家であるジョン・クルーゲは、パラマウント・ピクチャーズからメトロポリタン・ブロードキャスティングの支配権を購入し、会長に就任した。彼は1961年に会社名をメトロメディアに変更した。ゴールドスミスは、メトロメディアの取締役会に四半世紀以上就いていた。1968年にメトロメディアがWASH（97.1 FM）を購入した時、チャンネル5はラジオで姉妹局を獲得した。当初、WTTGは低予算で運営されていた。しかし、1960年代後半には、メトロメディアがトップシンジケート番組を積極的に取得したことで恩恵を受け、1966年に開局したWDCAに大きく貢献した。
1970年代までに、WTTGは、アニメ、オフネットワークシットコム、初回放送のシンジケート番組、古い映画、ローカルニュース放送、地元で制作された番組の幅広いラインナップを運営する、国内有数の独立局の1つになった。この期間中、そして1990年代初頭まで、WTTGはジョージタウン・ホヤス男子バスケットボールチームとビッグ・イースト・カンファレンス男子バスケットボールの旗艦局だった。その名声の主な主張は、モーリー・ポヴィッチ とジョン・ウィリスがホストを務めた午後のトーク番組『パノラマ（Panorama）』だった。
1970年代にケーブルテレビが始まった時、WTTGは地域のスーパーステーションになった。ある時点で、メリーランド州とバージニア州の全てのケーブルプロバイダー、及びデラウェア州の殆どと、ウェストバージニア州、ノースカロライナ州、サウスカロライナ州、ペンシルベニア州の一部に表示された。

### FOXへの移行（1986年〜現在）

1997年から2006年までのWTTGのステーションロゴ。

メトロメディアは、ルパート・マードックが20世紀フォックスを購入した後、メトロメディア所有のテレビ局を購入してFOXネットワークの中核を形成するまで、WTTGを所有していた。WTTGは、1986年10月9日にFOXが開局された時、同ネットワークの6つの元々の直営局の1つになったが、その間、一貫して高い評価を維持し、当時の運用の初期には FOX加盟局としては珍しく、WDCAと新しい競合他社のWCQR（チャンネル50、現：WDCW）を簡単に上回っていた。FOXは初期の週末に数時間しかプログラムしなかったため、当初、その番組編成は真の独立局として放送されていたものと同様だった（同ネットワークには、1993年まで7日間の完全なスケジュールに相当する番組はなかった）。
チャンネル5がO&Oに移行し、より多くの独立局が開局すると、ケーブル視聴者の多くを失った。かつてほど広く配布されていないが、D.C.メトロエリア外のメリーランド州とバージニア州のいくつかのケーブルプロバイダーで引き続き利用できる。例えば、バージニア州シャーロッツビルには2005年以来、独自のFOX系列局であるWAHU-CDがあるが、ケーブルで搬送されている。両方の放送局は、シャーロッツビルエリアの基本的なケーブルで搬送されている。また、2006年8月21日にCBS系列のWBOC-TVのサブチャンネルである新しいデフォルトのFOX系列局「Fox21 Delmarva」がデビューするまで、メリーランド州ソールズベリーのデフォルトのFOX系列局としても機能していた。
1990年代に、WTTGはより多くのシンジケートトーク番組とリアリティ番組を追加した。ブロックがWDCAに移動した2001年の秋までFox Kidsから午後のアニメを放映し続けた（2002年に全国の土曜日だけに減らされるだけである）。WTTGは、2003年後半にFoxBoxと4Kids TVの旗印の下で、WDCAからFOXの子供向け番組を再取得し、2008年12月に終了するまでそのブロックを放映した。2001年10月29日、FOXはバイアコムのパラマウント・ステーションズ・グループからWDCAを購入し、WTTGとの複占を作成した。WTTGは夜もトップクラスのオフネットワークシットコムを運営し続けた。
2017年12月14日、ABC（WJLA-TVの提携ネットワーク、チャンネル7）の所有者であるウォルト・ディズニー・カンパニーは、WTTGの親会社である21世紀フォックスを661億ドルで買収する意向を発表した。2019年3月20日に終了したこの売却では、WTTGと姉妹局WDCA、及び新しく設立されたフォックス・コーポレーションに譲渡されたFOXネットワーク、マイネットワークTV番組サービス、FOXニュース、FOXスポーツ1、FOXテレビジョン・ステーションズユニットが除外された。
2021年7月24日、WTTGと姉妹局WDCA（後者は現在Fox 5 Plusとしてブランド化されている）の両方がワシントンのフレンドシップ・ハイツ地区にある古いスタジオから、メリーランド州ベセスダのウィスコンシン・アベニューにある新しい放送施設に2マイル (3 km)移動した。

## 番組
WTTGは、FOXスケジュール全体（プライムタイム、土曜日朝、スポーツ番組、日曜日のニュース番組『FOXニュースサンデー』を含む）を削除した。現在WTTGで放送されているシンジケート番組には、『TMZ on TV』、『ウェンディ・ウィリアムズ・ショー』、『エクストラ』、『ジャッジ・ジュディ』などがある。

### スポーツ番組
WTTGは、1994年にFOXがナショナル・フットボール・カンファレンス（以前は「レッドスキンズ」として知られていたチームが参加している）のチームがロードゲームをプレイするNFLゲームを放映する権利を取得して以来、ワシントン・コマンダーズ（以前は「ワシントンレッド・スキンズ」、後に「ワシントン・フットボール・チーム」）の主要な放送局となっている。WTTGは、チームの日曜日の午後の試合をすべて放映します。ただし、試合がNFLとCBSとの契約でカバーされている場合を除く（この場合、WUSAが試合を放映する）。WRC-TVとNBCスポーツ・ワシントンはチームの補助番組の公式放送パートナーであるため、この関係はレギュラーシーズンとポストシーズンのゲームのネットワーク報道に限定されている。2018年以降、FOXがパッケージを購入すると、全ての『サーズデーナイトフットボール』の試合がWTTGで放映される。1994年以前、FOXネットワークがスポーツ部門を設立した時、WTTGは1980年代の大部分から1990年代初頭にかけて、チームのシーズン前のゲームとトレーニングキャンプの公開練習試合を放映した。リーグが2015年にブラックアウトポリシーを一時停止して以来、2010年代半ば以降、フェデックスフィールドでチケット完売を維持するというチームの問題にもかかわらず、WTTGはチームのホームゲームをブラックアウトすることはなかった。
また、ワシントンナ・ショナルズの試合が、86年後にフォール・クラシックが首都に戻ったことを示す2019年のワールドシリーズでのヒューストン・アストロズに対するチームの勝利が含まれるFOXのメジャーリーグベースボールのテレビ放送で取り上げられた時に放映される。さらに、チャンネル5は、ビッグ・テン・カンファレンスとの合意を通じてFOXが放送するために選択したメリーランド・テラピンズフットボールと男子バスケットボールのゲームに加えて、ビッグ・イースト・カンファレンスを介したジョージタウン・ホヤス男子バスケットボールを搬送する。

### ニュース運用
2021年1月現在、WTTGは、毎週72時間のローカル制作のニュース放送を放送している（平日：12時間半、土曜日：4時間半、日曜日：5時間）。日曜日朝のニュース番組『Fox 5 News on the Hill』は、『Fox 5 Morning News Sunday』の最後の30分間に8:30に放送される。
2006年9月4日、WTTGは、『My 24 News』のバナーの下で、当時のボルチモアの姉妹局WUTB（現：シンクレア・ブロードキャスト・グループのパートナー企業であるディアフィールド・メディアが所有している）で平日の朝と毎晩22:00のニュースの同時放送を開始した。両局の経営陣は、地域を超えたニュースの関心の副産物として同時放送するという決定と、ボルチモアとワシントンのメディア市場の間の重複の増加を引用した。同年10月、WTTGが2006年のメジャーリーグベースボールのポストシーズンに関するFOXスポーツの取材を放送している間、22:00のニュースの最初の30分は、姉妹局WDCAによって『Fox 5 News at Ten: Special Edition』というタイトルで放送された。これは2007年にも発生し、番組のWDCA放送は『My 20 News at 10』というタイトルでした。
2007年7月2日、WTTGは正午のニュースを終了し、11:00に『Fox 5 News Midday』というタイトルの1時間のニュース番組に置き換えた。同年9月10日、18:00のニュースを『NewsEdge』の夕方版に再フォーマットした。18:00に『NewsEdge』が追加されたのは、現在の23:00の対応が成功したことも一因である。2009年1月14日、WTTGとWRC-TVは、2つの放送局がビデオをプールし、ニュースヘリコプターの映像を共有するローカルニュースサービス契約を締結した。
2009年1月30日、18:00のニュースから、WTTGはワシントンD.C.市場で3番目のテレビ局（CBS系列のWUSA及びABC系列のWJLA-TVに次ぐ）となり、ローカルニュース放送を高解像度で放送し始めた。同年9月14日、WTTGは、平日朝のニュースを9:00にさらに1時間を追加して、5時間に延長した。その結果、その1時間の11:00からのニュースは終了された。2010年初めに、WTTGは市場で2番目の放送局（WUSAに次ぐ）となり、平日朝のニュースを4:30に拡大した。
2013年8月下旬、WTTGはAFD#10ブロードキャストフラッグを使用して、4:3テレビセットを介してケーブルテレビで視聴する視聴者向けにレターボックス化されたワイドスクリーンでニュースを放送し始めた。この動きにより、AFD#10フラッグを利用するために放送する、ワシントンD.C.市場（WUSAに次ぐ）で2番目の放送局になった。
2014年6月16日、WTTGは平日朝のニュース放送を拡大し、10:00に1時間のブロックを追加した。これに続いて、同年7月12日に土曜日朝の2時間のニュース番組が7:00から9:00に追加され、7月13日の既存の日曜日朝のニュースが7:00から9:00の2時間に拡張された。
2017年6月5日、WTTGは深夜のニュースブロックに『The Final 5』というタイトルの30分間を追加した。これにより、WTTGは数少ない放送局の中で深夜のニュース放送を延長し、3つのFOX系列局の1つ（カンザスシティのWDAFとアトランタのWAGA-TVは他）が2時間の深夜のニュースブロックを放送する。同年7月17日、WTTGは、姉妹局WDCA向けのゴールデンタイムの毎晩のニュース番組『Fox 5 News on the Plus』の制作を開始した（ただし、オンエアでは『Fox 5 News at 8pm』というタイトルが付けられている）。平日版は、20:00から20:30までと21:00から21:30までの30分間放送され、元々はトニー・パーキンス、ショーン・ヤンシー、気象学者のスー・パルカの22:00のニュースのチームがアンカーを務めていたが、週末版は土曜日19:00から20:00までと日曜日19:00から19:30まで放送される。
2019年7月8日、WTTGはワシントンメディア市場で3番目の放送局となり、WJLA-TVとWRC-TVに続く1時間の16:00のニュースをデビューさせた（WUSAは、1989年に1時間の16:00のニュースをデビューさせた市場で最初の放送局だったが、2000年に行われた16:00のニュースを終了した最初の放送局でもあった）。

#### 批判
2004年、ニューズ・コーポレーションが所有する放送局の最初の数年間のWTTGの内部運用は、ロバート・グリーンウォルドのドキュメンタリー『Outfoxed:ルパート・マードックのジャーナリズム戦争』で精査された。同ドキュメンタリーは、元WTTGジャーナリストとスタッフのパネルを通じて、ルパート・マードックの買収後、WTTGのニュース報道は偏見がありセンセーショナルになったと主張した。元WTTGの従業員は、1988年共和党全国大会からロナルド・レーガンへのノーカットの賛辞を放映するように「上から」命じられたと主張した。彼らは、「ニュース価値がゼロ」であった「チャパキディックでの[エドワード・ケネディ上院議員の致命的な自動車事故の]全ての問題を再ハッシュした」記事を放送するように言われた。そして、人種関係やエイズなどのくさびの問題に関連する記事を放送することに執着する態度があった。
WTTGは、銃規制への関与を明かすことなく銃規制に批判的なコーナーを放送した主任調査報道リポーターのエミリー・J・ミラーをめぐって論争を呼んだ。その結果、WTTGはミラーのコーナーに開示を追加し、彼女が「憲法修正第2条の権利の支持者」であることを視聴者に知らせた。ミラーは、彼女のプロガンの見解は、住居侵入の犠牲者であることに起因すると主張していたが、ワシントン・ポストのブロガーであるエリック・ウェンプル（Erik Wemple）は、彼女の報告書が大部分が偽造されていることを発見した。批評家はまた、ミラーが2人の黒人男性の写真を混乱させ、そのうちの1人を有罪判決を受けた性犯罪者と誤認した事件を含むミラーの報告の誤りを強調した。ミラーは2016年3月の契約締結時にWTTGを退職した。
2017年5月、WTTGは、セス・リッチの殺害を報道したこと、特に、リッチが民主党全国委員会から文書を漏らしたという証明されていない告発に信憑性を与えたことで批判された。このWTTGの記事は不正確であることが判明した。同記事の不正確さが暴かれた翌日に、WTTGの姉妹ネットワークであるFOXニュースチャンネルによって取り上げられた。その後、FOXは記事を撤回した。

#### 注目すべき現在のスタッフ
- アンジー・ゴフ（英語版）
- ホリー・モリス（英語版）

#### 著名な元スタッフ
- ブライアン・ボルター（英語版） - アンカー（1999年 - 2013年）
- スティーブ・バッカンツ（英語版） - スポーツアンカー（1987年 - 2001年）。最近では、2018-2019年NBAシーズン終わりまで、NBCスポーツ・ワシントン（英語版）でワシントン・ウィザーズの実況コメンテーターを務めていた。
- コニー・チャン - リポーター（1970年 - 1971年）。最近では2006年6月までMSNBCに所属していた
- ジャック・コナティ（英語版） - リポーター（1986年 - 1987年）。直近では2009年までシカゴの姉妹局WFLD（英語版）にいた
- デイブ・フェルドマン（英語版） - スポーツアンカー（2000年 - 2012年）。現：NBCスポーツ・ベイエリア（英語版）
- マイケル・ガルジュロ（英語版） - 朝のアンカー（2000年 - 2006年）。現：WNBC/ニューヨーク市
- ブレット・ヘイバー（英語版） - スポーツアンカー/リポーター（1997–2000）。後にWUSA、現：テニス・チャンネル
- ヒラリー・ハワード（英語版）（スタッター）–気象学者（1990年代から2000年）。現：WTOP-FM（英語版）
- ガス・ジョンソン（英語版） - 週末のスポーツアンカー/リポーター（1991年 - 1992年）。現：FOXスポーツの実況コメンテーター
- モリス・ジョーンズ - アンカー/リポーター（1983年 - 2001年）。2016年5月31日に退職するまで、最近はNewsChannel 8（現：WJLA 24/7 News）にいた。
- パット・ミッチェル（英語版） - アンカー/『パノラマ』ホスト（1977年 - 1979年）
- ダン・パトリック（英語版） - リポーター（1970年代）。後にヒューストンでKHOUのスポーツキャスター。現：テキサス州副知事
- トニー・パーキンス（英語版） - 気象キャスター/アンカー（1993年 - 1999年、2005年 - 2019年）。現：WUSA＆WMMJ-FM（英語版）
- モーリー・ポヴィッチ（英語版） - アンカー/リポーター/『パノラマ』ホスト（1967年 - 1976年、1983年 - 1986年）。現：シンジケートトーク番組『モーリー（英語版）』ホスト
- エイミー・ロバック（英語版） - アンカー/リポーター（1998年 - 2003年）。現：ABCニュース
- アル・ローカー（英語版） –気象キャスター（1976年 - 1978年）。現：NBCニュース『トゥデイ』
- ボブ・シーファー - リポーター（1969年 - 1977年）。現：CBSニュースの寄稿者であり、1991年から2015年まで『フェイス・ザ・ネイション』元ホストだった。
- ボブ・セラーズ（英語版） - アンカー（2006年 - 2008年）。最近では、2016年までナッシュビルにあるFOX系列のWZTV（英語版）に所属、現：ニュースマックス
- サラ・アンダーウッド（英語版） - リポーター。現：ボストンのWFXT（英語版）（WTTGの現在の姉妹局）
- ティム・ホワイト（英語版） - 朝のアンカー（1990年 - 1993年）。元：2008年までクリーブランドのWKYC、現：ライブズ・アンド・レガシーズ・フィルムズ株式会社（Lives and Legacies Films, Inc.）の社長
- ブライアン・ウィリアムズ - アンカー/リポーター/『パノラマ』ホスト（1985年 - 1986年）。2004年から2015年まで『NBCナイトリーニュース』アンカー/編集長、最近では2021年12月までMSNBCに所属していた。
- ブライアン・ウィルソン（英語版） - アンカー/リポーター（1996年 - 2000年）。元：FOXニュースチャンネル、後にWMAL（英語版）

## 技術情報

### サブチャンネル
デジタル信号は多重化されている。
| チャンネル | 解像度 | アスペクト比 | ショートネーム | 番組編成           |
| ---------- | ------ | ------------ | -------------- | ------------------ |
| 5.1        | 720p   | 16:9         | WTTG-DT        | メインWTTG番組/FOX |
| 5.2        | 480i   | 16:9         | BUZZR          | Buzzr              |
| 5.3        | 480i   | 16:9         | START          | スタートTV         |

### アナログ-デジタル変換
WTTGは、アメリカのフルパワーテレビ局が連邦政府の命令の下でアナログ放送からデジタル放送に移行した公式の日付である2009年6月12日に、VHFチャンネル5を介したアナログ信号をシャットダウンした。局のデジタル信号は、移行前のUHFチャンネル36で放送を続けた。プログラム及びシステム情報プロトコル（PSIP）を使用することにより、デジタルテレビ受信機は局の仮想チャンネルを以前のVHFアナログチャンネル5として表示する。
2017年4月4日、FCCは、姉妹局WDCAが2016-2017年スペクトル再割当オークションの勝者であり、その見返りとして、周波数に対して1億18,83万4,183ドルを受け取ったと発表した。 WDCAは、2018年1月23日までにチャンネル35での独自の信号の放送を停止し、WTTGのチャンネル36を共有することで地上波放送範囲を継続するようにスケジュールされていた。チャンネル共有の取り決めでは、WDCAとWTTGが結合された5つのサブチャンネルの1つ以上を削除する必要があった。WDCAは、可能な限り長くそうすることを避けるために、当初のオフエア期限から3ヶ月の延長を取得した。その後、FCC規則で許可されている最長の遅延で期限はさらに90日延長され、2018年7月22日まで延長された。WDCAは同年7月18日にチャンネルを移動した。

### 中継局
| 放送地域免許     | コールサイン | チャンネル | ERP    | HAAT             | 施設ID | 送信所の座標                                                         | オーナー                 |
| ---------------- | ------------ | ---------- | ------ | ---------------- | ------ | -------------------------------------------------------------------- | ------------------------ |
| ムーアフィールド | W24ES-D      | 24         | 0.1 kW | 463 m (1,519 ft) | 69763  | 北緯38度58分57.3秒 西経78度54分30秒 / 北緯38.982583度 西経78.90833度 | バレーTV協同組合株式会社 |